# جئوسسارما مالزی
جئوسسارما مالزی (نام علمی: Geosesarma malayanum)، گونه‌ای از خرچنگ قرمز کوچک است که در مالزی یافت می‌شود. به‌دلیل ارتباطش با گیاهان کوزه‌دار معروف است. به این ترتیب، آن را به‌عنوان یک درون‌زیاگان گیاه‌پارچ طبقه‌بندی می‌کنند. جئوسسارما مالزی به بازدید از گیاه‌پارچ قمقمه‌ای و یورش به محتویات آنها مشهور است. از چنگال خود برای له کردن و مصرف طعمه غرق شده استفاده می‌کند. با این حال، گزارش شده است که خرچنگ‌ها گاهی توسط پارچ‌ها در برونئی به دام می‌افتند.